# Serica thibetana
Serica thibetana är en skalbaggsart som beskrevs av Brenske 1897. Serica thibetana ingår i släktet Serica och familjen Melolonthidae. Inga underarter finns listade i Catalogue of Life.